# Mihovil Nakić-Vojnović
Mihovil Nakić-Vojnović (Drniš, 31 juli 1955) is een Kroatisch voormalig basketballer.

## Carrière
Nakić bracht het grootste deel van zijn clubcarrière door bij Cibona, dat hij hielp om twee EuroLeague titels te winnen in 1985 en 1986, evenals de Saporta Cup in 1987, altijd als steun voor zijn teamgenoot, Dražen Petrović. Hij won ook de Saporta Cup in 1982 met Cibona. Hij werd genomineerd voor de 50 Greatest Contributors lijst van de EuroLeague in 2008.
Met de nationale ploeg van Joegoslavië won Nakić de gouden medaille op de Olympische Zomerspelen van 1980 en de bronzen medaille op de Olympische Zomerspelen van 1984. Hij maakte ook deel uit van het Joegoslavische nationale team dat in 1979 de bronzen medaille won op de EuroBasket.

## Erelijst
- 3x Joegoslavisch landskampioen: 1982, 1984, 1985
- 2x Joegoslavisch bekerwinnaar: 1985, 1986
- 2x Saporta Cup: 1982, 1987
- 2x EuroLeague: 1985, 1986
- Olympische Spelen: 1x , 1x
- EuroBasket: 1x
- Middellandse Zeespelen: 1x , 1x